# Galipea ossana
Galipea ossana là một loài thực vật thuộc họ Rutaceae. Đây là loài đặc hữu của Cuba.